# Пивское озеро
Пивское озеро (черног. Пивско језеро) — водохранилище в Черногории. Оно расположено в северо-западной части страны, в общине Плужине. Поверхность озера составляет 12,5 км², длина — 45 км, максимальная глубина — 188 м, объём — 880 млн м³. Высота 675 м над уровнем моря.
Водохранилище является результатом строительства плотины Мратинье на реке Пива. На дне озера находится старый город Плужине; там же находился Пивский монастырь, но его перенесли. Новое расположение монастыря находится в 8 км от Плужине и в 3,5 км от первоначального местоположения монастыря. Переселение началось в 1969 году и закончилось в 1982 году.
Водохранилище судоходно круглый год, летом благоприятная температура для купания, вода чистая и прозрачная, что способствует развитию различных водных видов спорта, в том числе это разрешённая рыбалка. Водохранилище используется как источник питьевой воды, а также снабжает гидроэлектростанцию мощностью 360 МВт.